# Käsmäjärvi
Käsmäjärvi är en sjö i Finland. Den ligger i kommunen Kuusamo i landskapet Norra Österbotten, i den nordöstra delen av landet, 600 km norr om huvudstaden Helsingfors. Käsmäjärvi ligger 253,8 meter över havet. Den är 2,83 meter djup. Arean är 3,58 kvadratkilometer och strandlinjen är 21,23 kilometer lång. Sjön  ingår i Ijo älvs huvudavrinningsområde. 
I övrigt finns följande i Käsmäjärvi:
- Kuikkasaari (en ö)
- Karsikkosaaret (en ö)
- Koivusaari (en ö)
- Navettasaari (en ö)
- Reposaari (en ö)
- Sepänkari (en ö)
- Niskasaari (en ö)
- Likasaari (en ö)